# 류스테르니크-시니렐만 범주

대수적 위상수학에서 류스테르니크-시니렐만 범주(Люстерник-Шнирельман範疇, 영어: Lusternik–Schnirelmann category) 또는 LS 범주(LS-category)는 위상 공간에 대한 자연수 값의 호모토피 불변량이다. 거칠게 말하면 공간이 얼마나 복잡한지를 나타내는 척도 중 하나라고 할 수 있다.

## 정의
류스테르니크-시니렐만 범주의 개념은 여러 가지로 정의될 수 있으며, 이 정의들은 CW 복합체와 호모토피 동치인 위상 공간에 대해서는 서로 일치한다.

### 열린 덮개를 통한 정의
CW 복합체와 호모토피 동치인 {\displaystyle X}로 정의된 점을 가진 공간 {\displaystyle (X,\bullet _{X})}가 주어졌으며 {\displaystyle \bullet _{X}\hookrightarrow X}가 쌍대올뭉치라고 하자.
{\displaystyle (X,\bullet )}의 류스테르니크-시니렐만 범주 {\displaystyle \operatorname {cat} (X)}를 다음 조건을 만족시키는 최소의 자연수 {\displaystyle \kappa }로 정의한다.
조건: {\displaystyle X}를 덮는 어떤 {\displaystyle (\kappa +1)} 개의 열린 덮개 {\displaystyle (U_{i},\bullet _{X})_{0\leq i\leq \kappa }}가 존재해서, 모든 포함 함수 {\displaystyle U_{i}\hookrightarrow X}가 상수 함수와 호모토피 동치이다.
만약 위와 같은 자연수가 존재하지 않는다면, {\displaystyle \operatorname {cat} (X)=\infty }로 놓는다.
일부 문헌에서는 류스테르니크-시니렐만 범주를 {\displaystyle \kappa } 대신 {\displaystyle (\kappa +1)}로 정의한다.

### 화이트헤드의 정의
영 대상(시작 대상이자 끝 대상인 대상)을 갖는 모형 범주 {\displaystyle {\mathcal {C}}}가 주어졌다고 하자. 이 모형 범주에서, 다음과 같은 성질을 생각할 수 있다.
육면체 공리(영어: cube axiom): 임의의 정육면체 꼴의 호모토피 가환 그림

에서, 만약 윗면({y}–{x,y}–{x,y,z}–{y,z})이 호모토피 밂이며 모든 네 옆면들이 호모토피 당김이라면, 밑면 (ø–{x}–{x,z}–{z}) 역시 호모토피 밂이다.
(육면체 공리는 점을 가진 공간의 모형 범주 {\displaystyle \operatorname {Top} \backslash \bullet }의 경우 성립한다. 육면체 공리는 자기 쌍대 조건이 아니다. 예를 들어 점을 가진 공간의 범주의 반대 범주인 {\displaystyle (\operatorname {Top} \backslash \bullet )^{\operatorname {op} }}는 {\displaystyle \operatorname {Top} \backslash \bullet }와 마찬가지로 영 대상을 갖는 모형 범주지만 육면체 공리는 성립하지 않는다.)
이러한 모형 범주에서, 올대상이자 쌍대올대상인 대상 {\displaystyle X}의 {\displaystyle n}차 부케가르니(프랑스어: bouquet garni) 또는 뚱뚱한 쐐기합(영어: fat wedge) {\displaystyle T^{n}\to X^{n}}은 다음과 같이 재귀적으로 정의되는 대상이다.
- {\displaystyle T_{1}\simeq \bullet }이다.
- {\displaystyle T_{n}\to X^{n}}이 주어졌을 때, {\displaystyle T_{n+1}\to X^{n+1}}은 모형 범주 {\displaystyle {\mathcal {C}}/X^{n+1}}에서의, 다음과 같은 꼴의 호모토피 밂이다.

{\displaystyle {\begin{matrix}T_{n}\times \bullet &\to &X^{n}\times \bullet \\\downarrow &&\downarrow \\T_{n}\times X&\to &T_{n+1}\end{matrix}}}
특히, 다음이 성립한다.
{\displaystyle T_{2}\simeq X\vee X} (스스로와의 쌍대곱)
점을 가진 공간의 범주에서, 부케가르니는 구체적으로 다음과 같은 꼴로 주어진다.
{\displaystyle T_{n}=\bigcup _{i=0}^{n-1}X^{i}\times \{\bullet \}\times X^{n-i-1}\subseteq X^{n}}
즉, 이는 {\displaystyle T_{n}}은 곱공간 {\displaystyle X^{n}}에서, 적어도 한 좌표가 밑점 {\displaystyle \bullet }이 되는 점들로 구성된 부분 공간이다.
{\displaystyle (X,\bullet )}의 류스테르니크-시니렐만 범주는 다음 그림을 호모토피 가환 그림으로 만드는 연속 함수 {\displaystyle f\colon X\to T_{n}}가 존재하는 최소의 자연수 {\displaystyle n}이다.
{\displaystyle {\begin{matrix}X&{\overset {f}{\to }}&T_{n}\\\|&&\downarrow \\X&{\underset {\operatorname {diag} }{\to }}&X^{n}\end{matrix}}}
여기서 {\displaystyle \operatorname {diag} \colon X\to X^{n}}은 대각 사상이다.

### 가네아의 정의
영 대상을 가지며 육면체 공리를 따르는 모형 범주 {\displaystyle {\mathcal {C}}}를 생각하자.
올대상이자 쌍대올대상인 대상 {\displaystyle X}에 대하여, 가네아 구성은 다음과 같은 올뭉치들의 가환 그림이다.
{\displaystyle {\begin{matrix}F_{0}&\hookrightarrow &G_{0}&\twoheadrightarrow &X\\\downarrow &&\downarrow &&\|\\F_{1}&\hookrightarrow &G_{1}&\twoheadrightarrow &X\\\downarrow &&\downarrow &&\|\\F_{2}&\hookrightarrow &G_{2}&\twoheadrightarrow &X\\\downarrow &&\downarrow &&\|\\\vdots &&\vdots &&\vdots \end{matrix}}}
여기서
- {\displaystyle G_{0}\simeq \bullet }이다.
- 다음과 같은 네모들은 호모토피 당김이다. (즉, {\displaystyle F_{n}}은 올뭉치 {\displaystyle G_{n}\twoheadrightarrow X}의 호모토피 올이다.)
{\displaystyle {\begin{matrix}F_{n}&\hookrightarrow &G_{n}\\\downarrow &&\downarrow \\\bullet &\to &X\end{matrix}}}
- 다음과 같은 네모들은 모형 범주 {\displaystyle {\mathcal {C}}/X}에서의 호모토피 밂이다.
{\displaystyle {\begin{matrix}F_{n}&\hookrightarrow &G_{n}\\\downarrow &&\downarrow \\\bullet &\to &G_{n+1}\end{matrix}}}

이를 가네아 올뭉치(영어: Ganea fibrations)라고 한다. 이제, {\displaystyle X}의 류스테르니크-시니렐만 범주 {\displaystyle \operatorname {cat} (X)}는
{\displaystyle \pi _{n}\colon G_{n}\to X}
이 호모토피 범주에서 오른쪽 역사상(즉, 단면) {\displaystyle X\to G_{n}}을 가질 수 있는 최소의 자연수 {\displaystyle n}이다.
점을 가진 공간의 범주에서, {\displaystyle G_{0}}은 경로 공간 {\displaystyle \operatorname {Path} (X)=\hom _{\operatorname {Top} \backslash \bullet }(\mathbb {I} ,X)}으로 잡을 수 있으며, 그 호모토피 올은 고리 공간 {\displaystyle F_{0}=\Omega X=\hom _{\operatorname {Top} \backslash \bullet }(\mathbb {S} ^{1},X)}이다. 이 경우
{\displaystyle F_{n}=(\Omega X)^{\star n}}
으로 잡을 수 있다. (여기서 {\displaystyle \star }는 두 위상 공간의 이음이다.) 또한, 이 경우
{\displaystyle G_{1}=\Sigma \Omega X}
로 잡을 수 있다. 여기서 {\displaystyle \Sigma }는 축소 현수이다.

### 정의 사이의 관계
영대상을 가지며 육면체 공리를 따르는 모형 범주가 주어질 경우, 올대상이자 쌍대올대상인 대상에 대하여 류스테르니크-시니렐만 범주의 화이트헤드 정의와 가네아 정의는 서로 일치한다. 또한 그 범주가 {\displaystyle \operatorname {Top} \backslash \bullet }일 경우, CW 복합체와 호모토피 동치인 위상 공간에 대하여 열린 덮개를 통한 정의와 일치한다.

## 성질
류스테르니크-시니렐만 범주는 호모토피 불변량이다. 즉, 서로 호모토피 동치인 두 위상 공간은 같은 류스테르니크-시니렐만 범주를 갖는다.

### 연산에 대한 호환
다음이 성립한다. (여기서 {\displaystyle \vee }는 점을 가진 공간의 쐐기합이다.)
{\displaystyle \operatorname {cat} (X\vee Y)=\max\{\operatorname {cat} (X),\operatorname {cat} (Y)\}}:14, Proposition 1.27(2), §1.4
{\displaystyle \operatorname {cat} (X\times Y)\leq \operatorname {cat} (X)+\operatorname {cat} (Y)}:18, Theorem 1.37, §1.5
만약 사상 {\displaystyle f\colon X\to Y}가 호모토피 오른쪽 역사상을 갖는다면, {\displaystyle \operatorname {cat} (X)\geq \operatorname {cat} (Y)}이다.:15, Lemma 1.29, §1.4
올뭉치
{\displaystyle F\hookrightarrow E\twoheadrightarrow B}
에 대하여,
{\displaystyle \operatorname {cat} (E)\leq (\operatorname {cat} (F)+1)(\operatorname {cat} (B)+1)-1}
이다.:19, Theorem 1.41, §1.5
임의의 점을 가진 공간 {\displaystyle (Z,\bullet )}의, 크기 2의 열린 덮개
{\displaystyle X,Y\subseteq Z}
{\displaystyle \bullet \in X\cap Y}
{\displaystyle X\cup Y=Z}
가 주어졌다고 하면, 다음이 성립한다.
{\displaystyle \operatorname {cat} (X\cup Y)\leq \operatorname {cat} (X)+\operatorname {cat} (Y)+1}:14, Proposition 1.27(1), §1.4

### 차원과의 관계
위상 공간 {\displaystyle X}가 {\displaystyle (k-1)}-연결 공간이라고 하자. 즉,
{\displaystyle \pi _{i}(X)=0\qquad \forall i\in \{0,1,\dotsc ,k-1\}}
라고 하자. 그렇다면, 다음이 성립한다.
{\displaystyle \operatorname {cat} (X)\leq {\frac {\dim X}{k}}}
여기서 {\displaystyle \dim X}는 {\displaystyle X}의 르베그 덮개 차원이다. (다양체의 경우 이는 물론 다양체 차원과 일치한다.)

### 모스 이론과의 관계
연결 콤팩트 매끄러운 다양체 {\displaystyle M} 위의 연속 미분 가능 함수 {\displaystyle f\colon M\to \mathbb {R} }의 임계점의 집합
{\displaystyle \operatorname {Crit} (f)=\{x\in M\colon \mathrm {d} f=0\}}
의 크기 − 1은 류스테르니크-시니렐만 범주의 상계를 이룬다.:Theorem 1.15
{\displaystyle |\operatorname {Crit} (f)|\geq \operatorname {cat} (M)+1}
예를 들어, 초구 {\displaystyle \mathbb {S} ^{n}}을 유클리드 공간 {\displaystyle \mathbb {R} ^{n+1}} 위의 단위구로 놓았을 때, 높이 함수는 두 개의 임계점(북극과 남극)을 갖는다. 초구의 류스테르니크-시니렐만 범주는 1이므로, 등호가 성립한다.
이 성질은 모스 이론과 유사하다. 그러나 모스 이론은 모스 함수의 임계점의 수의 하한에 대한 것이지만, 류스테르니크-시니렐만 범주는 모든 연속 미분 가능 함수의 임계점의 수에 대한 것이다.

### 코호몰로지 길이와의 관계
일반적으로, 위상 공간 {\displaystyle X}의, {\displaystyle n}개의 축소 특이 코호몰로지류들의 합곱이 0이 아니라고 하자.
{\displaystyle \alpha _{1},\dotsc ,\alpha _{n}\in \operatorname {\tilde {H}} (X)}
{\displaystyle \{\alpha _{1},\dotsc ,\alpha _{n}\}\not \ni 0}
{\displaystyle \alpha _{1}\smile \dotsb \smile \alpha _{n}\neq 0}
그렇다면,
{\displaystyle \operatorname {cat} (X)\geq n}
이다.

### 유리수 류스테르니크-시니렐만 범주
유리수체 위의 가환 미분 등급 대수의 모형 범주 {\displaystyle \operatorname {cdgAlg} _{\mathbb {Q} }}를 생각하자. 그렇다면, 조각 범주
{\displaystyle \operatorname {cdgAlg} _{\mathbb {Q} }/\mathbb {Q} }
는 영 대상을 가지는 모형 범주이며, 육면체 공리를 따른다. 따라서, 이 범주 위에서 류스테르니크-시니렐만 범주를 정의할 수 있다. (CW-복합체와 호모토피 동치이며, 점 포함 사상이 쌍대올뭉치인) 점을 가진 공간 {\displaystyle \{\bullet \}\hookrightarrow X}에 대하여, 이에 대응되는 가환 미분 등급 대수 {\displaystyle A\to \mathbb {Q} }의 류스테르니크-시니렐만 범주를
{\displaystyle \operatorname {cat} _{0}(X)}
라고 표기하자. 이는 사실 {\displaystyle X}와 유리수 호모토피 동치인 점을 가진 공간의 류스테르니크-시니렐만 범주의 최솟값이다.:§2.3 특히, 다음이 항상 성립한다.
{\displaystyle \operatorname {cat} _{0}(X)\leq \operatorname {cat} (X)}
또한, 만약 {\displaystyle X}와 {\displaystyle Y}가 단일 연결 공간이며, 그 최소 설리번 대수들이 등급별 유한 차원이라고 하자. 그렇다면, 다음이 성립한다.:Theorem 2.19
{\displaystyle \operatorname {cat} _{0}(X\times Y)=\operatorname {cat} _{0}(X)+\operatorname {cat} _{0}(Y)}

## 예
| 점을 가진 공간                                                                       | 류스테르니크-시니렐만 범주  |
| ------------------------------------------------------------------------------------ | --------------------------- |
| 축약 가능 공간:3, Example 1.6(1)                                                     | 0                           |
| 초구:3, Example 1.6(2) {\displaystyle \mathbb {S} ^{n}}, {\displaystyle n\geq 1}     | 1                           |
| 축약 불가능한 현수 {\displaystyle \Sigma X}:Example 1.6(2)                           | 1                           |
| 원환면:4, Example 1.8(1) {\displaystyle \mathbb {T} ^{n}}                            | {\displaystyle n}           |
| 실수 사영 공간:4, Example 1.8(2) {\displaystyle \operatorname {\mathbb {R} P} ^{n}}  | {\displaystyle n}           |
| 복소수 사영 공간:16, Example 1.33 {\displaystyle \operatorname {\mathbb {C} P} ^{n}} | {\displaystyle n}           |
| 종수 {\displaystyle g}의 가향 콤팩트 곡면 {\displaystyle \Sigma _{g}}                | {\displaystyle \min\{g,2\}} |
| 콤팩트 단일 연결 심플렉틱 다양체 {\displaystyle M}:44, Exercise 1.20                 | {\displaystyle (\dim M)/2}  |
| {\displaystyle \mathbb {S} ^{2}\times \mathbb {T} ^{2}}:19, Example 1.38             | 3                           |

## 역사

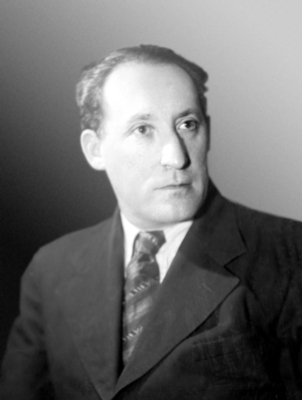
라자리 류스테르니크

라자리 류스테르니크와 레프 시니렐만이 도입하였다. 두 명의 공동 논문은 시니렐만의 사후인 1947년에 처음 출판되었다. 그들은 위상 공간의 LS 범주와 그 공간 위의 연속 함수의 임계점의 수의 관계를 밝힘으로써 위상수학과 미분기하학 사이에 관계가 있음을 알아냈다. 그들은 공간의 성질을 나타내는 이 불변량에 ‘범주’(catégorie, категорий)라는 이름을 붙였는데, 이는 범주론의 범주와는 관련이 없고 당시는 아직 범주론이 정립되기 전이었다.
부케가르니를 통한 류스테르니크-시니렐만 범주의 정의는 조지 윌리엄 화이트헤드 2세가 도입하였다. 가네아 구성을 통한 류스테르니크-시니렐만 범주의 정의는 투도르 가네아가 도입하였다.
1971년 가네아는 LS 범주에 관한 명제인 가네아 추측을 제안했다. 하지만 1998년에 이와세 노리오(일본어: 岩瀬 則夫)가 이 추측에 대한 반례를 발견하였다.

## 같이 보기
- 가네아 추측
- 단면 범주 - 류스테르니크-시니렐만 범주를 올다발에 대해 일반화한 개념.